# Хіґасі-Тітібу

36°3′29″ пн. ш. 139°11′41″ сх. д. / 36.05806° пн. ш. 139.19472° сх. д.
Хіґа́сі-Тітібу́ (яп. 東秩父村, ひがしちちぶむら, МФА: [çigaɕi t͡ɕi̥t͡ɕibu muɾa]) — село в Японії, в повіті Тітібу префектури Сайтама. Станом на 1 жовтня 2008 площа села становила 37,17 км². Станом на 1 січня 2009 населення села становило 3565 осіб.
На честь поселення названо астероїд.